# Francisco Javier Bores y Romero
Francisco Javier Bores y Romero (Antequera, Málaga, 1861 - Valdelasierra, Guadarrama, 1 de octubre del 1930) fue un abogado, periodista y político español. Diputado a Cortes durante 24 años, aunque con algunos períodos de carencia, se entrenó en la Carrera de san Jerónimo en 1891 y casó en su escaño en 1915.

## Biografía
Miembro del Partido Conservador, dirigió el diario El Nacional y fue uno de los fundadores en 1895 de la Asociación de Periodistas de España. 
Como político, fue elegido diputado por Tarragona en las elecciones a Cortes de 1 de febrero de 1891, y por la circunscripción de Antequera (Málaga) en las de 1893. Más adelante, en 1898 volvió a las Cortes, ahora por la circunscripción de Torrente (Valencia) en las Elecciones generales de España de 1898. En 1901 fue diputado por la provincia de Valencia; en 1903 lo fue de nuevo por la provincia de Málaga, y en 1905 por la circunscripción de Huéscar (Granada) en las elecciones celebradas el 10 de septiembre de 1905. Por último, fue diputado por Santa Cruz de Tenerife en las 1914.